# Gruszewo (Rosja)
Gruszewo (ros. Грушево) – wieś w Rosji, w obwodzie astrachańskim, w rejonie kamyziackim. W 2021 liczyła 393 mieszkańców, głównie Kazachów.